# Karanje Turf Satara
Karanje Turf Satara là một thị trấn thống kê (census town) của quận Satara thuộc bang Maharashtra, Ấn Độ.

## Nhân khẩu
Theo điều tra dân số năm 2001 của Ấn Độ, Karanje Turf Satara có dân số 21.503 người. Phái nam chiếm 53% tổng số dân và phái nữ chiếm 47%. Karanje Turf Satara có tỷ lệ 77% biết đọc biết viết, cao hơn tỷ lệ trung bình toàn quốc là 59,5%: tỷ lệ cho phái nam là 81%, và tỷ lệ cho phái nữ là 74%. Tại Karanje Turf Satara, 12% dân số nhỏ hơn 6 tuổi.